# Хлорид кремния(II)
Хлори́д кре́мния(II) (или дихлори́д кре́мния, двухло́ристый кре́мний) — бинарное неорганическое соединение кремния и хлора с формулой SiCl2, устойчивое ниже температуры кипения жидкого азота. При повышении температуры претерпевает полимеризацию.

## Получение
Хлорид кремния(II) можно получить реакцией тетрахлорида кремния с аморфным кремнием при температурах свыше 900 ℃. Однако в горячей реакционной зоне он крайне неустойчив и быстро полимеризуется или взаимодействует с избыточным SiCl4 с образованием перхлоросиланов. Практически полностью мономерный дихлорид кремния возможно получить путём быстрого пропускания хлорида кремния(IV) через раскалённый кремний с последующим быстрым охлаждением до −196 ℃ (в кипящий азот):
{\displaystyle {\mathsf {SiCl_{4}+Si\ {\xrightarrow {1250-1350^{o}C}}\ 2SiCl_{2}}}}

## Физические свойства
Хлорид кремния(II) при температуре жидкого азота представляет собой твёрдую массу коричневатого цвета, которая при повышении температуры полимеризуется до бесцветного или желтоватого смолоподобного соединения (SiCl2)n.
Растворяется в большинстве органических растворителях, например в бензоле, сероуглероде, тетрахлорметане, эфире.
Полимер разлагается при 200 °С с образованием хлорсиланов SinCl2n+2, где n = 1...6.
Гидролизуется в воде, в отсутствие влаги устойчиво на воздухе.